# Maik Thiele
Maik Thiele ist ein deutscher Kommentator im Bereich Handball bei DAZN, sportdeutschland.TV, Eurosport und Sprungwurf.TV. Zudem ist er ab dem 1. Oktober 2023 Assistenztrainer von Maik Handschke beim FHL (Letzebuerger Handballfederatioun/Luxemburgischen Handballverband).

## Leben
Thiele ist ausgebildeter Jurist und seit 2020 als Co-Kommentator bei zahlreichen Handballspielen vertreten. Seit 2020 begleitet er bei DAZN die Spiele der EHF Champions League als Experte. Beim Final Four der Champions League war er Experte bei Eurosport. Seitdem war er als Co-Kommentator bei der Handball-Weltmeisterschaft 2021 bei sportdeutschland.TV und Eurosport im Einsatz. Hinzu kamen ausgewählte Einsätze bei den Olympischen Spielen 2020 für Eurosport. In der zweiten Handball-Bundesliga kommentierte er in der Saison 2020/21 und 2021/22 die Heimspiele des VfL Gummersbach. Bei der Handball-Europameisterschaft 2022 gab es zahlreiche Einsätze für sportdeutschland.TV. Seit 2022 kommentiert er als Einzelkommentator  bei DAZN den Bereich Handball und bei sportdeutschland.TV den Bereich Padel. 
Als Aktiver im Handballsport spielte Thiele die meiste Zeit beim VfL Gummersbach in der zweiten Mannschaft und der dritthöchsten deutschen Spielklasse. Er gehörte in den Jahren 1996–2002 regelmäßig dem Trainingskader der Bundesligamannschaft an. Seit 2010 ist der B-Lizenzinhaber als Trainer aktiv. Bis 2021 war er sechs Jahre als Cheftrainer für die zweite Mannschaft / U23 des VfL Gummersbach zuständig. Von 2021 bis 2023 war er im Trainerteam der Handballakademie des VfL Gummersbach für die Nachwuchsförderung vertreten. Seit dem 1. Oktober 2023 ist er Assistenztrainer der Nationalmannschaft von Luxemburg und komplettiert mit dem Cheftrainer Maik Handschke das Trainerteam.